# Val d'Orger
Val d'Orger é uma comuna francesa na região administrativa da Normandia, no departamento de Eure. Estende-se por uma área de 10.97 km². Em 2010 a comuna tinha 1 006 habitantes (densidade: 91,7 hab./km²).
Foi criada em 1 de janeiro de 2017, após a fusão das antigas comunas de Grainville (sede) e Gaillardbois-Cressenville.